# Tirreno-Adriatico 2011
La Tirreno-Adriatico 2011, quarantaseiesima edizione della corsa valevole come terza prova dell'UCI World Tour 2011, si è svolta in sette tappe dal 9 al 15 marzo 2011 per un percorso totale di 1 075,1 km con partenza da Marina di Carrara e arrivo a San Benedetto del Tronto. È stata vinta dall'australiano Cadel Evans, della BMC, che ha concluso in 27h37'37".

## Tappe
| Tappa  | Data     | Percorso                                     | km      | Vincitore di tappa    | Leader cl. generale |
| ------ | -------- | -------------------------------------------- | ------- | --------------------- | ------------------- |
| 1ª     | 9 marzo  | Marina di Carrara (cron. a squadre)          | 16,8    | Rabobank Cycling Team | Lars Boom           |
| 2ª     | 10 marzo | Carrara > Indicatore                         | 202     | Tyler Farrar          | Tyler Farrar        |
| 3ª     | 11 marzo | Terranuova Bracciolini > Perugia             | 189     | Juan José Haedo       | Tyler Farrar        |
| 4ª     | 12 marzo | Narni > Chieti                               | 240     | Michele Scarponi      | Robert Gesink       |
| 5ª     | 13 marzo | Chieti > Castelraimondo                      | 240     | Philippe Gilbert      | Cadel Evans         |
| 6ª     | 14 marzo | Ussita > Macerata                            | 178     | Cadel Evans           | Cadel Evans         |
| 7ª     | 15 marzo | San Benedetto del Tronto (cron. individuale) | 9,3     | Fabian Cancellara     | Cadel Evans         |
| Totale | Totale   | Totale                                       | 1 075,1 |                       |                     |

## Squadre e corridori partecipanti
Al via si sono presentate venti squadre, delle quali diciotto rientrano nei "Pro Teams". Le altre due squadre, Acqua & Sapone e Farnese Vini-Neri Sottoli, rientrano nella fascia "UCI Professional Continental Team".
| N.    | Cod. | Squadra                   |
| ----- | ---- | ------------------------- |
| 1-8   | ASA  | Acqua & Sapone            |
| 11-18 | ALM  | AG2R La Mondiale          |
| 21-28 | BMC  | BMC Racing Team           |
| 31-38 | EUS  | Euskaltel-Euskadi         |
| 41-48 | FAR  | Farnese Vini-Neri Sottoli |
| 51-58 | THR  | HTC-Highroad              |
| 61-68 | KAT  | Katusha Team              |
| 71-78 | LAM  | Lampre-ISD                |
| 81-88 | LIQ  | Liquigas-Cannondale       |
| 91-98 | MOV  | Movistar Team             |

| N.      | Cod. | Squadra                |
| ------- | ---- | ---------------------- |
| 101-108 | OLO  | Omega Pharma-Lotto     |
| 111-118 | AST  | Pro Team Astana        |
| 121-128 | QST  | Quickstep Cycling Team |
| 131-138 | RAB  | Rabobank Cycling Team  |
| 141-148 | SAX  | Saxo Bank-Sungard      |
| 151-158 | SKY  | Sky Procycling         |
| 161-168 | GRM  | Team Garmin-Cervélo    |
| 171-178 | LEO  | Team Leopard-Trek      |
| 181-188 | RSH  | Team RadioShack        |
| 191-198 | VCD  | Vacansoleil-DCM        |

## Dettagli delle tappe

### 1ª tappa
- 9 marzo: Marina di Carrara - Cronometro a squadre - 16,8 km

Risultati
| Pos. | Squadra               | Tempo  |
| ---- | --------------------- | ------ |
| 1    | Rabobank Cycling Team | 18'08" |
| 2    | Team Garmin-Cervélo   | a 9"   |
| 3    | HTC-Highroad          | a 10"  |

| Pos. | Corridore           | Squadra  | Tempo  |
| ---- | ------------------- | -------- | ------ |
| 1    | Lars Boom           | Rabobank | 18'08" |
| 2    | Sebastian Langeveld | Rabobank | s.t.   |
| 3    | Robert Gesink       | Rabobank | s.t.   |

### 2ª tappa
- 10 marzo: Carrara > Indicatore – 202 km

Risultati
| Pos. | Corridore           | Squadra    | Tempo    |
| ---- | ------------------- | ---------- | -------- |
| 1    | Tyler Farrar        | Garmin     | 4h56'06" |
| 2    | Alessandro Petacchi | Lampre-ISD | s.t.     |
| 3    | Juan José Haedo     | Saxo Bank  | s.t.     |

| Pos. | Corridore    | Squadra  | Tempo    |
| ---- | ------------ | -------- | -------- |
| 1    | Tyler Farrar | Garmin   | 5h14'13" |
| 2    | Tom Leezer   | Rabobank | a 2"     |
| 3    | Lars Boom    | Rabobank | s.t.     |

### 3ª tappa
- 11 marzo: Terranuova Bracciolini > Perugia – 189 km

Risultati
| Pos. | Corridore       | Squadra   | Tempo    |
| ---- | --------------- | --------- | -------- |
| 1    | Juan José Haedo | Saxo Bank | 4h39'45" |
| 2    | Tyler Farrar    | Garmin    | s.t.     |
| 3    | Daniel Oss      | Liquigas  | s.t.     |

| Pos. | Corridore       | Squadra   | Tempo    |
| ---- | --------------- | --------- | -------- |
| 1    | Tyler Farrar    | Garmin    | 9h53'51" |
| 2    | Juan José Haedo | Saxo Bank | a 5"     |
| 3    | Lars Boom       | Rabobank  | a 6"     |

### 4ª tappa
- 12 marzo: Narni > Chieti – 240 km

Risultati
| Pos. | Corridore        | Squadra    | Tempo    |
| ---- | ---------------- | ---------- | -------- |
| 1    | Michele Scarponi | Lampre-ISD | 6h10'56" |
| 2    | Damiano Cunego   | Lampre-ISD | s.t.     |
| 3    | Cadel Evans      | BMC Racing | s.t.     |

| Pos. | Corridore     | Squadra    | Tempo     |
| ---- | ------------- | ---------- | --------- |
| 1    | Robert Gesink | Rabobank   | 15h05'10" |
| 2    | Cadel Evans   | BMC Racing | a 10"     |
| 3    | Ivan Basso    | Liquigas   | a 12"     |

### 5ª tappa
- 13 marzo: Chieti > Castelraimondo – 240 km

Risultati
| Pos. | Corridore        | Squadra      | Tempo    |
| ---- | ---------------- | ------------ | -------- |
| 1    | Philippe Gilbert | Omega Pharma | 6h43'23" |
| 2    | Wout Poels       | Vacansoleil  | s.t.     |
| 3    | Damiano Cunego   | Lampre-ISD   | s.t.     |

| Pos. | Corridore      | Squadra    | Tempo     |
| ---- | -------------- | ---------- | --------- |
| 1    | Cadel Evans    | BMC Racing | 22h48'45" |
| 2    | Ivan Basso     | Liquigas   | a 2"      |
| 3    | Damiano Cunego | Lampre-ISD | a 3"      |

### 6ª tappa
- 14 marzo: Ussita > Macerata – 178 km

Risultati
| Pos. | Corridore         | Squadra      | Tempo    |
| ---- | ----------------- | ------------ | -------- |
| 1    | Cadel Evans       | BMC Racing   | 4h37'58" |
| 2    | Giovanni Visconti | Farnese Vini | s.t.     |
| 3    | Michele Scarponi  | Lampre-ISD   | s.t.     |

| Pos. | Corridore        | Squadra    | Tempo     |
| ---- | ---------------- | ---------- | --------- |
| 1    | Cadel Evans      | BMC Racing | 27h26'33" |
| 2    | Michele Scarponi | Lampre-ISD | a 9"      |
| 3    | Ivan Basso       | Liquigas   | a 12"     |

### 7ª tappa
- 15 marzo: San Benedetto del Tronto – Cronometro individuale – 9,3 km

Risultati
| Pos. | Corridore         | Squadra    | Tempo  |
| ---- | ----------------- | ---------- | ------ |
| 1    | Fabian Cancellara | Leopard    | 10'33" |
| 2    | Lars Boom         | Rabobank   | a 9"   |
| 3    | Adriano Malori    | Lampre-ISD | a 19"  |

| Pos. | Corridore        | Squadra    | Tempo     |
| ---- | ---------------- | ---------- | --------- |
| 1    | Cadel Evans      | BMC Racing | 27h37'37" |
| 2    | Robert Gesink    | Rabobank   | a 11"     |
| 3    | Michele Scarponi | Lampre-ISD | a 15"     |

## Evoluzione delle classifiche
| Tappa (Vincitore)  | Tappa (Vincitore)     | Classifica generale | Classifica scalatori | Classifica a punti | Classifica giovani | Classifica a squadre  |
| ------------------ | --------------------- | ------------------- | -------------------- | ------------------ | ------------------ | --------------------- |
| 1ª                 | Rabobank Cycling Team | Lars Boom           | non assegnata        | non assegnata      | non assegnata      | non assegnata         |
| 2ª                 | Tyler Farrar          | Tyler Farrar        | Javier Aramendia     | Tyler Farrar       | Robert Gesink      | Rabobank Cycling Team |
| 3ª                 | Juan José Haedo       | Tyler Farrar        | Javier Aramendia     | Tyler Farrar       | Robert Gesink      | Rabobank Cycling Team |
| 4ª                 | Michele Scarponi      | Robert Gesink       | Javier Aramendia     | Tyler Farrar       | Robert Gesink      | Liquigas-Cannondale   |
| 5ª                 | Philippe Gilbert      | Cadel Evans         | Davide Malacarne     | Tyler Farrar       | Robert Gesink      | Liquigas-Cannondale   |
| 6ª                 | Cadel Evans           | Cadel Evans         | Davide Malacarne     | Michele Scarponi   | Robert Gesink      | Liquigas-Cannondale   |
| 7ª                 | Fabian Cancellara     | Cadel Evans         | Davide Malacarne     | Michele Scarponi   | Robert Gesink      | Liquigas-Cannondale   |
| Classifiche finali | Classifiche finali    | Cadel Evans         | Davide Malacarne     | Michele Scarponi   | Robert Gesink      | Liquigas-Cannondale   |

## Classifiche finali

### Classifica generale
| Pos. | Corridore        | Squadra    | Tempo     |
| ---- | ---------------- | ---------- | --------- |
| 1    | Cadel Evans      | BMC Racing | 27h37'37" |
| 2    | Robert Gesink    | Rabobank   | a 11"     |
| 3    | Michele Scarponi | Lampre     | a 15"     |
| 4    | Ivan Basso       | Liquigas   | a 24"     |
| 5    | Vincenzo Nibali  | Liquigas   | a 30"     |
| 6    | Marco Pinotti    | HTC        | a 39"     |
| 7    | Tiago Machado    | RadioShack | a 42"     |
| 8    | Damiano Cunego   | Lampre     | a 50"     |
| 9    | Philippe Gilbert | Omega      | a 57"     |
| 10   | Thomas Löfkvist  | Sky        | a 58"     |

### Classifica a punti
| Pos. | Corridore        | Squadra    | Punti |
| ---- | ---------------- | ---------- | ----- |
| 1    | Michele Scarponi | Lampre     | 26    |
| 2    | Tyler Farrar     | Garmin     | 26    |
| 3    | Cadel Evans      | BMC Racing | 20    |
| 4    | Juan José Haedo  | Saxo Bank  | 20    |
| 5    | Damiano Cunego   | Lampre     | 19    |

### Classifica scalatori
| Pos. | Corridore        | Squadra     | Punti |
| ---- | ---------------- | ----------- | ----- |
| 1    | Davide Malacarne | Quickstep   | 16    |
| 2    | Javier Aramendia | Euskaltel   | 11    |
| 3    | Gorazd Štangelj  | Astana      | 11    |
| 4    | Borut Božič      | Vacansoleil | 10    |
| 5    | Fabian Wegmann   | Leopard     | 8     |

### Classifica miglior giovane
| Pos. | Corridore      | Squadra     | Tempo     |
| ---- | -------------- | ----------- | --------- |
| 1    | Robert Gesink  | Rabobank    | 27h37'48" |
| 2    | Simon Clarke   | Astana      | a 1'45"   |
| 3    | Wout Poels     | Vacansoleil | a 1'52"   |
| 4    | J. Castroviejo | Euskaltel   | a 1'59"   |
| 5    | Damiano Caruso | Liquigas    | a 2'31"   |

### Classifica a squadre
| Pos. | Squadra             | Tempo     |
| ---- | ------------------- | --------- |
| 1    | Liquigas-Cannondale | 82h18'57" |
| 2    | HTC-Highroad        | a 1'21"   |
| 3    | Euskaltel-Euskadi   | a 4'01"   |
| 4    | Movistar Team       | a 7'05"   |
| 5    | Sky Procycling      | a 7'06"   |

## Punteggi UCI
| Pos.            | Corridore           | Squadra      | Punti |
| --------------- | ------------------- | ------------ | ----- |
| 1               | Cadel Evans         | BMC Racing   | 108   |
| 2               | Robert Gesink       | Rabobank     | 80    |
| 3               | Michele Scarponi    | Lampre-ISD   | 78    |
| 4               | Ivan Basso          | Liquigas     | 62    |
| 5               | Vincenzo Nibali     | Liquigas     | 51    |
| 6               | Marco Pinotti       | HTC-Highroad | 40    |
| 7               | Tiago Machado       | RadioShack   | 30    |
| 8               | Damiano Cunego      | Lampre-ISD   | 26    |
| 9               | Philippe Gilbert    | Omega Pharma | 16    |
| 10              | Tyler Farrar        | Garmin       | 10    |
| 11              | Juan José Haedo     | Saxo Bank    | 8     |
| 12              | Fabian Cancellara   | Leopard      | 6     |
| 13              | Alessandro Petacchi | Lampre-ISD   | 5     |
| 14              | Wout Poels          | Vacansoleil  | 4     |
| Thomas Löfkvist | Sky Procycling      | 4            |       |
| Lars Boom       | Rabobank            | 4            |       |
| 17              | Adriano Malori      | Lampre-ISD   | 2     |
| Daniel Oss      | Liquigas            | 2            |       |
| Mark Renshaw    | HTC-Highroad        | 2            |       |
| Danilo Di Luca  | Katusha             | 2            |       |
| 21              | Marcel Sieberg      | Omega Pharma | 1     |
| Andrey Amador   | Movistar            | 1            |       |
| Rick Flens      | Rabobank            | 1            |       |
| Bert Grabsch    | HTC-Highroad        | 1            |       |

| Pos.           | Squadra               | Punti |
| -------------- | --------------------- | ----- |
| 1              | Liquigas-Cannondale   | 115   |
| 2              | Lampre-ISD            | 111   |
| 3              | BMC Racing Team       | 108   |
| 4              | Rabobank Cycling Team | 85    |
| 5              | HTC-Highroad          | 43    |
| 6              | Team RadioShack       | 30    |
| 7              | Omega Pharma-Lotto    | 17    |
| 8              | Team Garmin-Cervélo   | 10    |
| 9              | Saxo Bank-Sungard     | 8     |
| 10             | Vacansoleil-DCM       | 4     |
| Sky Procycling | 4                     |       |
| 12             | Katusha Team          | 2     |
| 13             | Movistar Team         | 1     |

| Pos. | Nazione     | Punti |
| ---- | ----------- | ----- |
| 1    | Italia      | 253   |
| 2    | Australia   | 110   |
| 3    | Paesi Bassi | 89    |
| 4    | Portogallo  | 30    |
| 5    | Belgio      | 16    |
| 6    | Stati Uniti | 10    |
| 7    | Argentina   | 8     |
| 8    | Svizzera    | 6     |
| 9    | Svezia      | 4     |
| 10   | Germania    | 2     |
| 11   | Costa Rica  | 1     |